# ケンク
ケンク(Kenku)は、テーブルトークRPG『ダンジョンズ&ドラゴンズ』（D&D）に登場する架空の鳥人である。薄汚れた外套に身を包んだ翼なきカラス人間であるケンクは、大都会の裏社会に隠棲するずる賢い悪党どもである。

## 掲載の経緯
ケンクが初めて登場したのはクラシックD&Dのモンスター集『Fiend Folio』(1981、未訳)である。発案者はリック・シェパード(Rik Shepherd)。
アドバンスト・ダンジョンズ&ドラゴンズ（AD&D）第2版では『Monstrous Compendium Volume 2』(1989、未訳)に登場し、『Monstrous Manual』(1993、未訳)に再掲載された。
D&D第3版では『モンスターマニュアルⅢ』(2004)に、通常のケンクに加えて、“ケンクの闇討ち屋／Kenku Sneak”が登場した、『ドラゴン』329号(2005年3月)では“ケンクの生態”特集が組まれた。また、『ダンジョン』120号(2005年1月)掲載シナリオ、"The Forsaken Arch" にも登場した。
D&D第4版では、『モンスター・マニュアルⅡ』(2009)に以下の個体が登場している。
- ケンクの乱暴者／Kenku Ruffian
- ケンクの戦士／Kenku Warrior
- ケンクの組頭／Kenku Ringleader
- ケンクの闇討ち屋／Kenku Sneak
- ケンクの翼魔道士／Kenku Wing Mage
- ケンクの暗殺者／Kenku Assassin

『ドラゴン』411号(2012年5月)では、デイヴィッド・アダムスによる“Winning Races: Kenkus”特集によってプレイヤー用種族として紹介された。
D&D第5版では、『モンスター・マニュアル』(2014年)に登場している。『Volo's Guide to Monsters』(2016、邦題『ヴォーロのモンスター見聞録』)ではプレイヤー用種族として紹介された。
なお、パスファインダーRPGにケンクは未登場だが、ほぼ特徴を同じくしたテング(Tengu)が『ベスティアリィ』(2009)に登場しており、『Advanced Race Guide』(2012、未訳)ではプレイヤー用種族として登場している。

## 肉体的な特徴
平均的なケンクの身長は5フィート(約152cm)、体重は75ポンド(34kg)ほどある。
ケンクは第3版からデザインに変更がされている。

オリジナル版『Fiend Folio』から第2版にかけては、直立し腕の生えたタカのような外見をしており、羽根は背中で折り畳まれているが、飛べるという記述はない。体毛は茶色で、瞳の色は黄色い。

第3版以降はカラスに似た外見を持つようになり、羽根は退化してなくなっている。体毛は暗灰色になり、瞳や嘴の色も黒くなっている。手足は鳥のように無毛で、先端には鋭い爪がある。
ケンクは卵生で、その成育は鳥によく似ている。雌は交尾後、約60日で2〜4個の卵を産む。産まれたひな鳥が完全に成育するのは、第2版では6〜8ヶ月とし、第4版準拠のドラゴン411号では1ヶ月ほどで群に加われるほど成育し、完全に成育するのは5年ほどとしている。危険な裏社会に生きるケンクは30歳以上生き残れる個体は滅多にいないが、とても丈夫か、あるいは奸智に長けた個体は数十年ほど生き、群のリーダーとなっていく。
ケンクは常にその身を覆い隠すような暗い色のだぶだぶした外套を身にまとっている。装飾品のような目立つものは嫌っている。

## ケンクの歴史
ケンクの歴史については、彼らが秘密主義者であることから詳しいことは分かっていない。
だが、あるケンクの長老が漏らした情報によれば、かつて彼らは文明に共生していた知的な大鴉であったという。だが、戦乱の時代に彼らの間で疫病が蔓延し、自暴自棄になったケンクの先祖たちは窃盗や強盗を繰り返し、他の種族に疫病をまき散らした。激怒した他の種族によってケンクの祖先は駆逐され、山にあった巣は長年抗争相手だったジャイアント・イーグルの加勢によって破壊された。

行き場を失った大鴉たちは病気の治癒と迫害の休止を求めて天に祈った。その祈りは空を支配するデーモン・プリンスのパズズに届き、ケンクたちは臣従の代価として、病気を治癒し、周辺100マイルにいたジャイアント・イーグルを根絶やしにしてもらった。

だが、変節漢なペテン師であるケンクたちはより多くの恩寵を受けるべく、より強大な神々へと転向した。パズズは激怒し、大鴉たちは粛清され、ひな鳥は翼を失い大空から追放された。こうして翼なきケンクが誕生したという。
第4版では、ケンクたちは名を伏せられし死神レイヴン・クイーンの長子であり、彼女が神性を得た後、大鴉より創られた種族だと主張している。

だが、パズズが力と引き替えにレイヴン・クイーンの真の名を教えるようケンクたちを唆し、その不実にケンクたちは応じたが、レイヴン・クイーンにはお見通しだった。レイヴン・クイーン自身、あるいは失敗者への懲罰としてパズズが放った呪いをクイーンが看過したのか、いずれにせよケンクたちは疫病によって数を減らし、現在の飛べない種族へと変質させられたという。
第5版では、魔王グラズドの下僕だったとも、アーカの風の公爵に仕える尖兵であったとも言われ、今よりずっと強大な種族であったとしている。だが、鳥人間らしく光り物への欲望を抑えられなかった彼らは主人の財宝を盗み出そうとして失敗し、3つの呪いをかけられ地上世界に放逐された。1つは翼を失い、2つ目はその奸智が働かないよう発想の煌めきを奪われ、3つ目は声を失った。

## 社会
ケンクは“群(むれ)”と呼ばれる緊密な一族単位で活動し、よく協力して活動する一方、よそ者には同じケンクであろうとも信頼はしない。若きケンクが群に入って学ぶことは忍び、盗み、そして徒党を組むことである。群は新入りを教育することはないので、若きケンクは独学で技術を身につけなければならない。彼らは信頼できる徒党を組んで仕事にあたり成長していく。若いケンクは大胆な悪の計画を企む。自ら神を標榜し、教団を開いて荒稼ぎをすることはよく知られている。齢を経たケンクはより老獪な悪事として、裕福な子供を誘拐することを好む。ケンクは連帯意識が強く同族に背くことを強要することは困難である。その反面、単独ではひどく臆病であり、目は絶えず泳ぎ、ちょっとした物音にすら動転する。その臆病さから、彼らは長い一人旅を嫌う。第5版のケンクは呪いによって想像力を失っているので、余計な忖度などせず、指導者の命令を忠実にこなす。一群の長は規律を守らせ、紛争を調停することに長けているが、長大な計画を企てたりすることは得意ではない。
ケンクの属性は“中立にして悪”であるが、第4版では“無属性”である。さらに第5版では“混沌にして中立”へと変化している。
ケンクは欲深く、常にいい獲物はないか表社会を物色している。彼らは裏で盗賊、スパイ、暗殺者と様々な悪事を生業としている。彼らの群は大都市の廃墟や下水道などにある隠れ家に潜んでいることが多いが、世界のどこにでも見かけられる。ケンクの群の多くには厳正な階級があり、齢を経た経験あるケンクが強い実力と影響力を有している。群のメンバーは組織の秩序を守るために隠し立てをしないことを要求される。

ケンクの群は地元の盗賊ギルドとは商売敵であり、しばし抗争に発展する。
翼を失って久しいケンクだが、空への渇望は未だ醒めないでいる。魔術に傾倒したケンクがまず習得しようとするのは空を飛べる魔法であり、フライング・カーペット(空飛ぶ絨毯)など飛行用のマジックアイテムを何としても手に入れたがる。住居もなるべく高い塔などの高層建築物の天辺を好む。想像力に欠ける彼らが自ら塔を建築する力量はないが、小柄で軽少な体躯ゆえに崩れかかった不安定な遺跡でも問題なく住むことができる。
ケンクは身振り手振りやパントマイムが得意で、出会った相手に自分は親切で有能であり、気前がよい人物であると振る舞う。財貨を惜しげなく振る舞うこともあるが、大抵が後で塵と崩れるよう作られた偽金であることが多い。
ケンクの主食は腐肉や腐った野菜、果物などの生ゴミである。
よく躾けられたケンクは使用人として高く取引されている。奴隷商人たちの間でケンクの卵は250gp、ひな鳥は300〜500gpで取引されている。もしケンクが売られた同族を見つけたならば、直ちに救出して奴隷商人や主人に復讐しようとする。
ずる賢いケンクは暴力を好まないが、他に手段がない場合や闇討ちができる状況なら武器を取り、集団で襲いかかる。ケンクは集団戦が得意で、数の力による挟撃などをよくする。だが、敵が多数であったり、地元の警備隊が駆けつけようものならさっさと撤退する。
群の中で罪を犯したケンクは、見せしめの刑罰として、再び空を飛ぶことを切望しているケンクにとって屈辱的な木造の(飛べない)翼を背負わされることがある。最終的な処刑となると、そのまま高い建物や崖から突き落とされる。

### ものまね
ケンクは声、音、アクセントまでを巧みにまねして発声することができる。ケンクはこの能力を欺瞞のために用いている。第5版では呪いによって声を失っており、今まで聞き取ったことがある他人の声を真似ることでしか会話ができない。従って、その語彙力は限られたものとなり、自らの意志を直接伝えることを困難としている。今まで聞いたこともないような怪物に遭遇したとしても、以前誰かが「あんな怪物見たこともない」と言ったことを見聞きでもしてない限り、直接伝えることができない。そもそも、想像力が欠如しているケンクはただ恐慌するだけかもしれない。
その語彙力と想像力の欠如からか、ケンク個々人の名前は男女を問わず、彼らが一番良く耳にする日常的な雑音から取られる。ケンクの中では屈強な者は、鎧を引っ掻く爪の音や骨が砕ける音、都市で群盗をする者は動物の鳴き声、船員は波の音、鍛冶屋はハンマーが金床を打つ音などがそのまま名前になる。
古の呪いからの解放や空への渇望は、群れを滅ぼされ孤立を余儀なくされたケンクを冒険に誘う強い動機となる。孤独を嫌うケンクは新たな仲間を求める。そして、仲間の声を好んで真似て学習しようとする。

## D&D世界でのケンク

### フォーゴトン・レルムでのケンク
フォーゴトン・レルムの舞台、フェイルーン大陸の東方に広がる荒野・ビーストランズは強大なモンスターによる群雄割拠の地だが、ケンクはどの国、どの都市にも根付いている。中でも辺境に位置する黒羽根荒野(Black Feather Barrens)の渓谷にはケンクの隠れ里が存在する。この隠れ里は排他的で、余所者は容赦なく排除するのでモンスターたちからも恐れられている。また、ラークシャサの王侯が支配する“聖なる都”ティルマラでもスパイのネットワークを築いている。ケンクのネットワークはビーストランズの隣り、エスタランドやダーパーにも広がっている。